# Prix de la combativité du Tour d'Italie
Le Prix de la combativité du Tour d'Italie créé en 2001, est l'un des classements annexes de la course à étapes le Tour d'Italie. Il s'agit d'un classement récompensant le coureur qui obtient des résultats dans tous les classements de la course.

## Barème
Le classement de la combativité du Tour d'Italie n'attribue pas de maillot distinctif. Il s'agit en fait d'une forme de classement combiné. Cela se traduit par le fait que le vainqueur de ce classement a généralement obtenu par ailleurs un maillot distinctif d'un autre classement.
Jusqu'en 2021, les points sont attribués selon le barème suivant :
- Arrivées des étapes : 6, 5, 4, 3, 2 et 1 aux six premiers ;
- Sprints intermédiaires : 5, 4, 3, 2 et 1 aux cinq premiers ;
- Cima Coppi et ascensions de 1re catégorie : 4, 3, 2 et 1 aux quatre premiers ;
- Ascensions de 2e catégorie : 3, 2 et 1 aux trois premiers ;
- Ascensions de 3e catégorie : 2 et 1 aux deux premiers ;
- Ascensions de 4e catégorie : 1 au premier.

À la fin du Giro, le coureur qui a marqué le plus de points est déclaré Super combatif.
A partir de 2022, un prix est attribué lors de chaque étape en ligne, comme sur les deux autres Grands Tours, le super combatif est le coureur ayant été sélectionné le plus de fois tout au long de l'épreuve.
Au cours des années 2000, cet état de fait n'a souffert d'aucune exception. Les vainqueurs du classement de la combativité ont glâné à cinq reprises le classement de la montagne, à trois reprises le classement par points et à deux reprises le classement intergiro, qui a existé jusqu'en 2005.
Durant les années 2010, cette règle a été respectée lors de la moitié des éditions. Le gagnant s'est ainsi adjugé à quatre reprises le classement de la montagne et une fois le classement par points. Les exceptions sont les suivantes : Mark Cavendish en 2012, Philippe Gilbert en 2015, Matteo Trentin en 2016, Davide Ballerini en 2018 et Fausto Masnada en 2019. Ces quatre premiers coureurs avaient néanmoins terminé la course sur le podium du classement par points, à la 2e place pour les trois premiers cités (Cavendish terminant même à un point du 1er rang), qui ont également remporté au moins une étape (trois pour Cavendish, deux pour Gilbert et une pour Trentin), et à la 3e place pour Ballerini, qui a également gagné le classement des sprints intermédiaires (qui n'attribue pas de maillot distinctif). Masnada a lui terminé deuxième du classement de la montagne, en glânant également une étape et le classement des sprints intermédiaires.
On peut donc distinguer deux périodes au sein de la décennie 2010, avec une exception au cours des 5 premières années et quatre au cours des 5 dernières. L'édition 2020 poursuit cette deuxième tendance. Thomas De Gendt ne remporte aucun classement annexe : il termine néanmoins 3e du classement de la montagne et 2e du classement des sprints intermédiaires. Il faut attendre 2025 pour voir de nouveau le coureur le plus combatif remporter un maillot distinctif, avec le maillot bleu Lorenzo Fortunato. Entre temps, Dries De Bondt remporte le classement des sprints intermédiaires (2021), Mathieu van der Poel et Julian Alaphilippe remportent une étape et finissent 4e du classement par points (2022 et 2024), Derek Gee termine 2e du classement par points et du classement de la montagne (2023).
Ainsi, si le vainqueur de ce classement n'a pas toujours gagné un classement annexe, il a quasiment toujours figuré sur le podium du classement par points ou du classement de la montagne.

## Palmarès
| Année | Coureur              | Équipe                       | Points | Autres maillots                             |
| ----- | -------------------- | ---------------------------- | ------ | ------------------------------------------- |
| 2001  | Massimo Strazzer     | Mobilvetta Design            | 63     | Classement par points, Classement intergiro |
| 2002  | Massimo Strazzer     | Phonak                       | 74     | Classement intergiro                        |
| 2003  | Freddy González      | Colombia-Selle Italie        | 51     | Grand Prix de la montagne                   |
| 2004  | Alessandro Petacchi  | Fassa Bortolo                | 59     | Classement par points                       |
| 2005  | José Rujano          | Selle Italie-Colombia        | 70     | Grand Prix de la montagne                   |
| 2006  | Paolo Bettini        | Quick Step-Innergetic        | 49     | Classement par points                       |
| 2007  | Leonardo Piepoli     | Saunier Duval-Prodir         | 39     | Grand Prix de la montagne                   |
| 2008  | Emanuele Sella       | CSF Group-Navigare           | 75     | Grand Prix de la montagne                   |
| 2009  | Stefano Garzelli     | Acqua & Sapone-Caffè Mokambo | 45     | Grand Prix de la montagne                   |
| 2010  | Matthew Lloyd        | Omega Pharma-Lotto           | 38     | Grand Prix de la montagne                   |
| 2011  | Stefano Garzelli     | Acqua & Sapone               | 39     | Grand Prix de la montagne                   |
| 2012  | Mark Cavendish       | Sky                          | 44     |                                             |
| 2013  | Mark Cavendish       | Omega Pharma-Quick Step      | 49     | Classement par points                       |
| 2014  | Julián Arredondo     | Trek Factory Racing          | 37     | Grand Prix de la montagne                   |
| 2015  | Philippe Gilbert     | BMC Racing                   | 42     |                                             |
| 2016  | Matteo Trentin       | Etixx-Quick Step             | 50     |                                             |
| 2017  | Mikel Landa          | Sky                          | 60     | Grand Prix de la montagne                   |
| 2018  | Davide Ballerini     | Androni Giocattoli-Sidermec  | 67     |                                             |
| 2019  | Fausto Masnada       | Androni Giocattoli-Sidermec  | 74     |                                             |
| 2020  | Thomas De Gendt      | Lotto-Soudal                 | 55     |                                             |
| 2021  | Dries De Bondt       | Alpecin-Fenix                | 53     |                                             |
| 2022  | Mathieu van der Poel | Alpecin-Fenix                |        |                                             |
| 2023  | Derek Gee            | Israel-Premier Tech          |        |                                             |
| 2024  | Julian Alaphilippe   | Soudal Quick-Step            |        |                                             |
| 2025  | Lorenzo Fortunato    | XDS Astana                   |        | Grand Prix de la montagne                   |

## Statistiques

### Multiples vainqueurs
| # | Vainqueurs       | Pays            | Nombre de victoires | Années     |
| - | ---------------- | --------------- | ------------------- | ---------- |
| 1 | Mark Cavendish   | Grande-Bretagne | 2                   | 2012, 2013 |
| 1 | Stefano Garzelli | Italie          | 2                   | 2009, 2011 |
| 1 | Massimo Strazzer | Italie          | 2                   | 2001, 2002 |

### Palmarès par nations
| # | Pays            | Nombre de victoires | Nombre de vainqueurs différents | Dernière victoire           |
| - | --------------- | ------------------- | ------------------------------- | --------------------------- |
| 1 | Italie          | 12                  | 10                              | Lorenzo Fortunato (2025)    |
| 2 | Belgique        | 3                   | 3                               | Dries De Bondt (2021)       |
| 3 | Colombie        | 2                   | 2                               | Julián Arredondo (2014)     |
| 3 | Grande-Bretagne | 2                   | 1                               | Mark Cavendish (2013)       |
| 5 | Australie       | 1                   | 1                               | Matthew Lloyd (2010)        |
| 5 | Espagne         | 1                   | 1                               | Mikel Landa (2017)          |
| 5 | Venezuela       | 1                   | 1                               | José Rujano (2005)          |
| 5 | Pays-Bas        | 1                   | 1                               | Mathieu van der Poel (2022) |
| 5 | Canada          | 1                   | 1                               | Derek Gee (2023)            |
| 5 | France          | 1                   | 1                               | Julian Alaphilippe (2024)   |